# Francisco Commelerán y Gómez
Francisco Andrés Commelerán i Gómez (Saragossa, 1848 - Madrid, 24 d'octubre de 1919), latinista, gramàtic, lexicògraf i escriptor.

## Biografia
Llicenciat en Filosofia i Lletres a la Universitat de Saragossa, va ser catedràtic de Llatí i Castellà a l'Institut Cardenal Cisneros de Madrid, que va arribar a dirigir també. A la capital va iniciar estudis de Dret. Va ser senador des de 1899 per les províncies de Segòvia i Conca, i més tard per la Reial Acadèmia de la Llengua, per a una butaca de la qual va ser nomenat (25 de maig de 1890) en comptes de Benito Pérez Galdós. Això va indignar en gran manera Leopoldo Alas «Clarín» i no poc els altres patrocinadors de la candidatura del novel·lista, Marcelino Menéndez Pelayo, Emilio Castelar, Ramón de Campoamor, Juan Valera i Gaspar Núñez de Arce; va pesar més, no obstant això, l'influx d'Antonio Cánovas del Castillo; aquest episodi no va deixar de pesar molt en el menyspreu posterior que es va tenir per la seva figura, de manera que Ricardo Palma Soriano el va descriure com «l'home més pretensiós i vulgar que he conegut a Espanya».
Commelerán va passar a formar part de la Comissió de Gramàtica des de 1899 i va ser censor perpetu des de 1903. Va escriure l'assaig Autores sagrados y profanos sobre crestomatia llatina, al qual concilia postures d'escola clàssica i anticlàssica. Seguiren Gramática de la lengua castellana (1881) i Diccionario clásico-etimológico latino español (1886). El seu treball més important, tanmateix, fou De las lenguas castellana y latina, Gramática comparada (1889), que fou recomanat per la Reial Acadèmia. Sobre història literària va escriure Pedro Calderón de la Barca, príncipe de los ingenios españoles (1881), un escrit més aviat divulgatiu. Polemitzà en 1886 sota el pseudònim de Quintilius amb el gran llatinista i lexicògraf Antonio de Valbuena, que havia publicat reticències serioses al Diccionario de la Reial Acadèmia en una llarguíssima sèrie d'articles sota el nom general de «Fe de erratas» a Los Lunes de El Imparcial.

## Obres[3]
- Crestomatía latina de autores sagrados y profanos, 1890.
- Gramática de la lengua castellana (1881).
- Pedro Calderón de la Barca, príncipe de los ingenios españoles (1881).
- Diccionario clásico-etimológico latino español (1886).
- De las lenguas castellana y latina, Gramática comparada (1889).